# (38089) 1999 JV1
1999 JV1 (asteroide 38089) é um asteroide da cintura principal. Possui uma excentricidade de 0.19830970 e uma inclinação de 14.33609º.
Este asteroide foi descoberto no dia 8 de maio de 1999 por CSS em Catalina.